# محمد علیپور رحمتی
محمد علیپور رحمتی (زادهٔ ۱۳۴۱) یک سیاست‌مدار اهل ایران است. وی نمایند مجلس شورای اسلامی از حوزه انتخابیه ماکو و شوط و پلدشت و چالدران در دوره نهم و یازدهم می‌باشد. محمد علیپور رحمتی متولد مهر ماه سال ۱۳۴۱ از توابع شهرستان چالدران می‌باشد. تحصیلات او در مقطع کارشناسی ارشد مدیریت دولتی است. در سال‌های نه چندان دور ریاست اداره اطلاعات شهرستان ماکو را برعهده داشته و در سمت مدیر کل امنیتی استانداری آذربایجان غربی بازنشسته شد.